# 拉维尼娅·米洛绍维奇
拉维尼娅·米洛绍维奇（羅馬尼亞語：Lavinia Corina Miloșovici，1976年10月21日—），罗马尼亚女子竞技体操运动员。

## 羅馬尼亞體操隊
她曾代表罗马尼亚在夏季奥运会体操比赛中获得2枚金牌、1枚银牌和3枚铜牌。

## 退役
2002年底，羅馬尼亞包括她在內的三名女體操隊員米洛紹維奇、Corina Ungureanu、Claudia Presecan因為在日本雜誌登裸照、在日本私人有線電視上跳裸體體操，不僅受到國內輿論界的齊聲譴責，而且被羅馬尼亞體操協會嚴厲處罰。然而，羅馬尼亞首都布加勒斯特市長特萊揚·伯塞斯庫卻與眾不同地對她們大加讚賞，認為全世界都應該理解她們，她們有權去做自己想做的事情。不僅如此，他甚至還將象徵著布加勒斯特市最高榮譽的城市鑰匙送給她們。在自己的所作所為引起廣泛爭議的同時，伯塞斯庫的名氣在羅馬尼亞也越來越大，最終在2004年當選總統。